# Zegen
Zegen is heil of voorspoed en ook het uitspreken van een formule waarmee iemand heil of voorspoed zou worden gegeven.

## Boeddhisme
Het Pali woord mangala betekent in het Nederlands zegen of zegening. Zegeningen werden in de tijd van de Boeddha vooral gedacht van goden afkomstig te zijn en ook van het uitvoeren van rituelen. De Boeddha bracht de betekenis van wat een werkelijke zegening is, terug naar wat duidelijk zichtbaar en essentieel is in het leven van mensen, waardoor mensen gelukkig zijn en ware voorspoed beleven, en waar zij zelf grote invloed op kunnen uitoefenen.
De Boeddha's meest bekende toespraak over zegeningen is de Mangala Sutta: die sutta geeft een lijst van 40 zegeningen in vers. Enkele zegeningen die hij noemt zijn: zorgen voor vader en moeder, vakkundig zijn, tevredenheid, dankbaarheid, geduldig zijn, vrijgevig zijn, tijdig over religie en waarheid discussiëren en het zien van de Edele Waarheden. De lijst eindigt met de grootste zegen: het behalen van het Nibbana.

## Christendom

### Zegen in de Bijbel

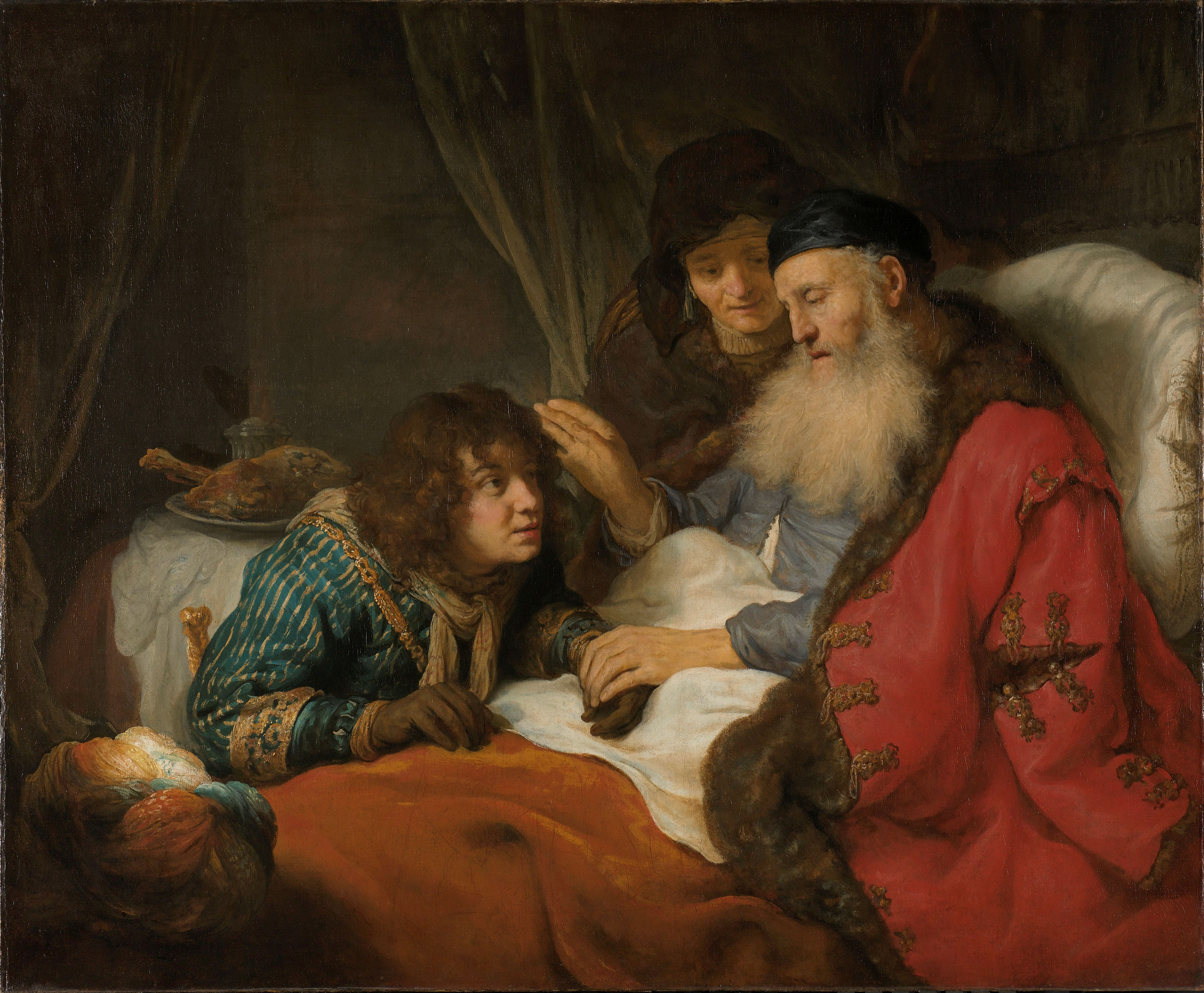
Isaak zegent Jacob, Govert Flinck, 1638

Het Hebreeuwse woord voor zegen is in het Grieks vertaald met eulogia en in het Latijn met benedictio, letterlijk het goed zeggen.
De oudste en meest gebruikte joods-christelijke zegenformule is ongetwijfeld de priesterlijke zegen uit Numeri 6. Deze luidt, in de NBG-vertaling van 1951: De HERE zegene u en behoede u; de HERE doe Zijn aangezicht over u lichten en zij u genadig; de HERE verheffe Zijn aangezicht over u en geve u vrede. Op de plaats van HERE staat de Godsnaam JHWH, die in het jodendom tegenwoordig niet uitgesproken wordt, maar vervangen door de aanduiding Adonai (= Heer).
Wat een zegen vanuit Bijbels gezichtspunt inhoudt, blijkt het beste uit de toevoeging aan de priesterlijke zegen in Numeri. Daar staat de belofte aan de joodse priesters: Zo zullen zij mijn naam op de Israëlieten leggen, en Ik zal hen zegenen. Wanneer een gevolmachtigd priester deze zegen uitspreekt, zal God Zich er dus binnen de verbondsbepalingen aan verbinden. Of zoals Calvijn het uitdrukte: dan is God de Zegenaar in de zegenaar.
Zegen in de betekenis van heil – het tegenovergestelde van vloek – wordt in het Oude en Nieuwe Testament beschreven als onderdeel van het verbond met God, wanneer een volk trouw blijft aan de verbondsbepalingen. Kenmerken van de zegen zijn onder meer: veel nakomelingen voor mens en veestapel, rijke oogsten, afwezigheid van ziekte, overwinning op vijanden en nationale groei en voorspoed (Deuteronomium 28).
De primaire betekenis van het Griekse woord voor zegenen eulogein betekent dankzegging. 
Van Jezus worden slechts twee persoonlijke zegeningen vermeld; De zegening van de kinderen en de zegening van zijn discipelen bij zijn hemelvaart. Daarnaast zegent Jezus brood en wijn.

### Variatie van de betekenis in de christelijke kerk

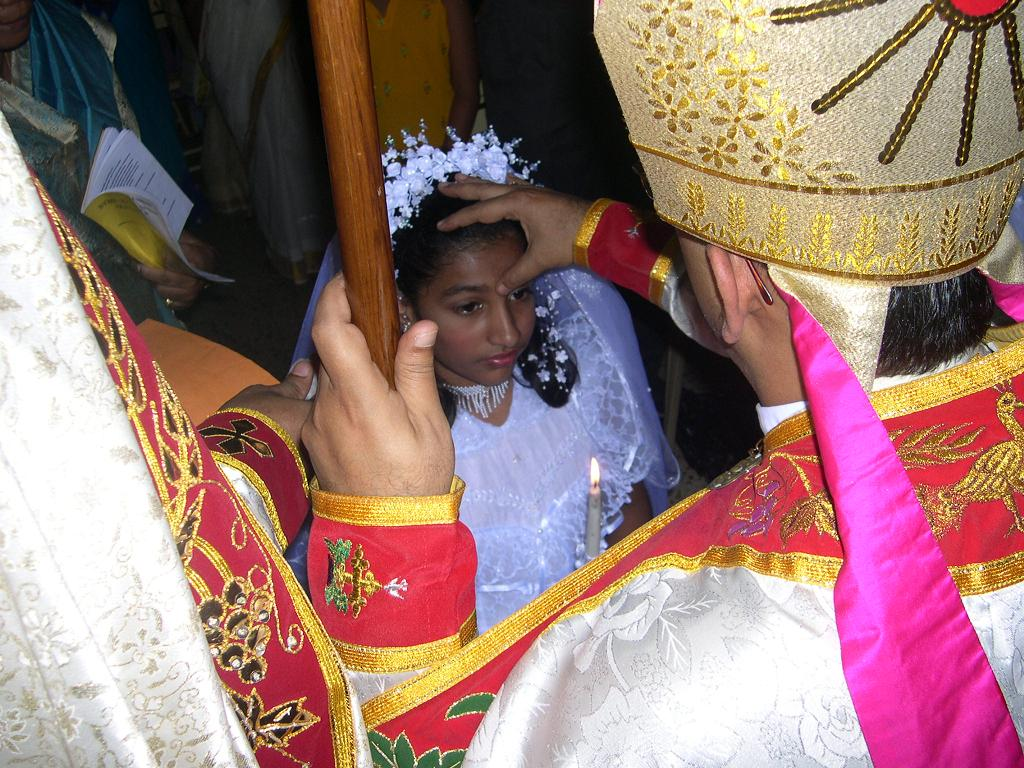
Een bisschop zegent een kerkganger tijdens de Eerste Communie

Het woord heeft in de loop der eeuwen verschillende betekenissen in de kerk gekregen. Oorspronkelijk betekende het vooral lofprijzing. Toen de christelijke kerk steeds meer een volkskerk werd en niet-christelijke elementen in zich opnam, verschoof ook de betekenis van zegen van lofprijzing naar bezwering', het tegenovergestelde van vervloeking. Zegenen werd een ritueel om de christelijke God of de aangeroepen heilige gunstig te stemmen. De zegen werd zelfs een product dat de middeleeuwse Kerk op lucratieve wijze ging verkopen, zoals nu nog steeds huisdieren en auto's worden gezegend. Maar het zegenen als het goed zeggen en heil brengen leeft nog steeds voort in de uitdrukking alle zegen komt van boven, en wat een zegen! als het gaat om een gelukkig voorval.

### Zegen in de Rooms-Katholieke Kerk
- In de katholieke liturgie wordt in de H. Mis de zegen gegeven aan het einde, vlak vóór de wegzending. De formule bevat altijd de zinsnede

Benedìcat vos omnipotens Deus, Pater, et Filius et Spìritus Sanctus.
Zegene u de almachtige God: Vader, Zoon en Heilige Geest.
Bij het uitspreken van deze woorden gaan de gelovigen staan en slaat de priester een kruis over het volk. Een bisschop kan een pontificale of bisschoppelijke zegen, en de paus een pauselijke of apostolische zegen geven. Voor hoogfeesten en bijzondere plechtigheden bestaan bijzondere zegenformules, meestal bestaande uit drie verzen en het antwoord.
- Ook bestaan er zegeningen buiten de eucharistieviering (cfr. Benedictionale):
  - zegeningen van personen (zoals echtgenoten, kinderen, pelgrims, etc.)
  - zegeningen van hetgeen mensen ten dienste staat (zoals een woning, voertuiginzegening, werkinstrumenten, huisdieren, etc.)
  - zegeningen van voorwerpen voor liturgie en publieke vroomheidscultus (zoals een kruisbeeld, een heiligenbeeld, liturgische voorwerpen, etc.)
  - zegeningen van vroomheidsvoorwerpen voor persoonlijk gebruik (zoals een rozenkrans, een kerststal, etc.)
  - zegeningen bij verschillende omstandigheden.

### Zegen in de protestantse kerken
Aan het einde van een protestantse kerkdienst wordt aan de gemeente de zegen gegeven. Dit is meer dan alleen het uitspreken van een wens, dit is de zekerheid dat God deze zegen ook daadwerkelijk zal geven. In de meeste kerken is alleen iemand met het predikambt bevoegd om de zegen uit te spreken. De predikant, evangelist of kerkelijk hoogleraar leidt deze zegen in met de woorden: Verheft uw harten tot God en ontvang de zegen van de Heere.
Daarna wordt veelal de tekst uit Numeri 6 vers 24 tot en met 26 uitgesproken:
De HEERE zegene u en behoede u! De HEERE doe Zijn aangezicht over u lichten en zij u genadig! De HEERE verheffe Zijn aangezicht over u en geve u vrede!
De tekst uit Numeri 6 is een traditie vanuit de Reformatie. Voor de Reformatie gebruikte men vooral gedeelten uit het Nieuwe Testament. 
Behalve de tekst uit Numeri 6 wordt ook wel een andere formulering gebruikt: 
De genade van den Heere Jezus Christus en de liefde van God en de gemeenschap des Heilige Geestes zij met u allen. Amen. (2 Korintiërs 13:13)

### Criteria voor de zegen
De zegen kan problematisch worden, denk aan de zegening van wapens. Wat kan wel wat kan niet gezegend worden? Het meest essentiële onderscheidingscriterium verwijst traditioneel terug naar de exegese van 1 Timoteüs 4: 4:
Want alles wat God geschapen heeft, is goed en niets is verwerpelijk, wanneer het onder dankzegging aanvaard wordt.
De vraag is of het te zegenen object een goed scheppingsgeschenk is of anderszins in dankbaarheid kan worden aanvaard.